# Zenobia (Metastasio)
Zenobia ist ein Opern-Libretto in drei Akten von Pietro Metastasio. Erstmals aufgeführt wurde es in der Vertonung von Giovanni Bononcini am 28. August 1737 zur Feier des Geburtstags der Kaiserin Elisabeth in Wien.
Eine deutsche Übersetzung des Librettos von Johann Anton Koch erschien 1773 im fünften Band seiner unvollendet gebliebenen Gesamtausgabe Des Herrn Abt Peter Metastasio Kayserl. Königl. Hofpoetens Dramatische Gedichte.

## Handlung
Zenobia, die Tochter des armenischen Königs Mitridate (Mithridates) war mit dem parthischen Prinzen Tiridate (Trdat I.) verlobt. Aus politischen Gründen wurde sie jedoch von ihrem Vater gezwungen, sich heimlich mit dem iberischen Prinzen Radamisto (Rhadamistos) zu vermählen. Als wenig später Mitridate auf Befehl von Radamistos Vater Farasmane (Pharasmanes I.) ermordet wurde, sorgte dieser dafür, dass sein Sohn der Tat bezichtigt wurde. Radamisto floh gemeinsam mit Zenobia, die aber den Anstrengungen der Flucht nicht gewachsen war und ihren Gatten bat, sie lieber zu töten als in die Hände der Feinde fallen zu lassen. Da sich die feindlichen Soldaten bereits nahten, entsprach er ihrem Wunsch, erdolchte sie und warf sie in den Fluss Araxes. Anschließend erstach er auch sich selbst. Beide überlebten jedoch schwer verletzt und wurden unabhängig voneinander gerettet. Tiridate ist indessen immer noch im Glauben, mit Zenobia verlobt zu sein und befindet sich mit seiner Armee auf dem Weg zur Hochzeit mit ihr.

„DIe tugendhafte Zenobia des Mitridates, Königs von Armenien Tochter / hatte ihre Liebe dem Tiridates des Parther Königs Bruder versprochen, ungeachtet aber ihrer zärtlichen Liebe, wurde sie von ihrem Vater gezwungen sich mit dem Radamistus, Sohn des Iberischen Königes Farasmanes heimlich zu vermählen, welches zwar eine grosse Tugend ihres kindlichen Gehorsams, aber eine noch grössere ihrer Treu gegen ihren Ehgemahl anzeigete.
Als nicht lange nach dieser heimlichen Heyraht ihr Vater, der König Mitridates, ermordet wurde, und man den Radamistus für den Thäter hielte, (ob der Mord und die Verrätherey schon von seinem Vater dem Farasmanes angestellet war) wurd er gezwungen, der Wuht der aufrührischen Armenier zu entgehen, sich auf die Flucht zu begeben. Er war von jedem verlassen, und hatte zu Gefehrten, in seinem Unglücks-Stande, niemand als seine getreue Gemahlin, welche ihn nicht verlassen wollte. Als sie aber das grosse Ungemach der Reise, die sie zu Fuß und in grosser Eile thaten, nicht aushalten kunte und offmals zur Erden fiel, und in der Gegend des Flusses Araxes angekommen war, bat sie ihren Gemahl, weil sie ihm aus Mattigkeit nicht folgen könte, sie lieber umzubringen, damit sie nicht in ihrer Verfolger Hände gerahten möchte. Die unglückliche Zenobia war in diesen Aengsten, als sie von ferne des Tiridates Soldaten an ihren Fahnen erkannte, der von ihrer heimlichen Heyraht nichts wuste, und nach Armenien ging, sich mit ihr zu vermählen.
Als Radamistus solches sahe, gerieht er in solche Wut, daß er der Zenobien erst und darauf sich selbst, mit einem Dolch die Brust durchstach, damit sie nicht in seines Nebenbuhlers Hände gerahten möchte. Sie fiel zwar in den Fluß Araxes und er blieb am Ufer in dem Rohr liegen: weil aber die Wunden nicht tödtlich waren, so wurde er am Ufer gefunden, und von mitleidigen Leuten seine Wunde geheilet. Zenobia wurde gleichfalls von mitleidigen Schäfern aus dem Wasser gezogen, von einer Schäferin in ihre Hütten aufgenommen, und von selbiger ihre Wunden geheilet.
Bey solchen Umständen hebt sich dieses Schauspiel an / in welchem die übergrosse Treu der Zenobien gegen ihren Ehgemahl / den Tiridates so sehr surprenirt, daß, ob er schon den Radamist so wol, als die Zenobia in seiner Gewalt hatte, den Radamistus tödten kunte, und ganz Armenien ihn vor seinen König declarieren wolte, so ließ er sich doch die Großmut überwinden, und gab ihr den Gemahl, ihm die Freyheit wieder, und setzte sie beyde auf den Armenischen Thron.
Die Historie ist genommen aus dem 12ten Buche des Taciti annalium.“

Die folgende Inhaltsangabe basiert auf der deutschen Übersetzung des Librettos von Georg Caspar Schürmann, die 1742 in Braunschweig mit Musik von Giovanni Verocai aufgeführt wurde.

### Erster Akt
Felswüste am Fluss Araxes
Im Auftrag Farasmanes sucht Zopiro nach dessen Sohn Radamisto, um diesen zu töten. Zu Beginn der Oper entdeckt er ihn auf einem Felsen schlafend. Da Radamisto jedoch rechtzeitig erwacht, bietet er ihm heimtückisch seine Freundschaft an, um auf eine bessere Gelegenheit zu warten. Radamisto erzählt Zopiro seine Lebensgeschichte. Er ist auf der Suche nach der Leiche Zenobias, die er in den Fluss geworfen hatte. Zopiro war heimlich in Zenobia verliebt und hat nun einen weiteren Grund, Radamisto zu töten. In der Nähe warten bereits einige seiner Leute, die ihm dabei helfen sollen.
Großes Feld am Araxes mit Bauernhütten auf der einen Seite und Bergen sowie eine dunkle Höhle auf der anderen
Eine Brücke führt über den Fluss. Am anderen Ufer befindet sich das Lager der Parther. In der Ferne ist die Stadt Artaxata zu sehen.
Zenobia tritt mit ihrer Retterin, der Schäferin Egle, aus einer Bauernhütte. Sie erzählt ihr ihre Lebensgeschichte und erwähnt dabei auch, dass sie bei den Unruhen vor fünfzehn Jahren ihre jüngste Schwester Arsinoe verloren hatte. Nun fürchtet sie sich vor dem Wiedersehen mit ihrem ehemaligen Verlobten Tiridate, der inzwischen in Armenien angelangt ist. Sie hofft, ihren Gatten Radamisto bald wiederzufinden. Als sie Tiridate kommen sieht, versteckt sich in der Höhle.
Tiridate ist besorgt über das Schicksal Zenobias. Seine Befürchtungen werden von Mitrane bestätigt, der erfahren hat, dass sie von Radamisto, dem Mörder ihres Vaters, getötet wurde. Die Tat war von einem Fischer beobachtet worden, und man habe anschließend ihr blutiges Gewand gefunden. In seiner Trauer schickt Radamisto Mitrane fort und zieht sein Schwert, um sich selbst zu töten. Zenobia kommt aus ihrem Versteck und verhindert dies. Tiridate erkennt sie sofort, aber sie verleugnet sich und lässt ihn alleine zurück. Seinen Versuch, ihr zu folgen, unterbindet sie mit einer Selbstmorddrohung. Mitrane meldet, dass die Gesandten aus Artaxata eingetroffen seien. Verwirrt über Zenobias Verhalten bittet Tiridate ihn, ihr zu folgen.

### Zweiter Akt
Das Lager Tiridates
Tiridate teilt Mitrane mit, dass man ihm die Krone Armeniens angeboten habe, sofern er das Haupt Radamistos liefere. Seine Gedanken sind jedoch bei Zenobia. Inzwischen hat er von Egle die vage Information erhalten, dass sie noch lebe. Um Näheres zu erfahren, bittet er Mitrane, sie zu holen. Egle ist jedoch nicht aufzufinden. Tiridate will die Hoffnung nicht aufgeben.
Alte Ruinen im Hintergrund einer weiten Landschaft
Zenobia bittet Egle, im Wald nach Radamisto zu suchen. Egle erzählt ihr von Tiridates ungebrochener Liebe. Als Tiridate erscheint, teilt Zenobia ihm mit, dass sie ihn zwar immer noch liebe, ihn aber nicht heiraten könne. Zopiro nähert sich mit seinen Leuten und hört dem Gespräch aus einiger Entfernung zu. Er plant nun, Radamisto und Tiridate gegeneinander aufzustacheln, damit sie sich gegenseitig töten.
Egle bestätigt Radamisto, dass sie Zenobia gerettet habe. Sie macht sich auf den Weg, um sie zu holen. Zopiro kommt hinzu und erzählt Radamisto von Zenobias neuer Liebe zu Tiridate. Ramisto möchte diesen sofort töten. Zopiro schlägt vor, Tiridate zu einer Unterredung zu locken, um ihn gefahrlos ermorden zu können. Als Beweis seiner Autorisierung soll ein Ring dienen, den Zenobia früher von Tiridate erhalten und anschließend Radamisto übergeben hatte.
Zopiro beauftragt seine Soldaten, nach dem Kampf den Überlebenden zu töten. Zuvor erscheint jedoch Zenobia. Zopiro erzählt ihr von dem erwarteten Zweikampf und bittet sie, ihren Favoriten zu nennen, damit er diesen unterstützen könne. Zögernd entscheidet sie sich für ihren Gemahl Radamisto. Wieder allein, bittet sie dennoch die Götter um Beistand für Tiridate.

### Dritter Akt
Wald
Egle zeigt Radamisto den Ring, den sie von einem Unbekannten erhalten habe, damit sie Tiridate im Namen Zenobias herbeihole. Sie habe jedoch Betrug vermutet und den Auftrag nicht ausgeführt. Radamisto erzählt ihr von Zenobias vermuteter Untreue. Egle geht, um Zenobia zu warnen. Inzwischen kommt Zenobia mit Zopiro, der ihr weisgemacht hat, sie zu ihrem Geliebten führen zu wollen. Radamisto belauscht die beiden. Zopiro behauptet nun, selbst ihr Geliebter zu sein und erzählt ihr, dass ihr Gemahl in Kürze tot sein werde. Er habe ihr lediglich versprochen, für das Überleben ihres Geliebten zu sorgen – dieser sei er aber selbst. Zenobia ruft um Hilfe, und Radamisto kommt hervor. Er kann ihr jedoch nicht helfen, da Zopiro droht, Zenobia zu töten. Erst dem nun hinzukommenden Tiridate gelingt es, Zopiro zu entwaffnen. Dieser ergreift die Flucht und wird von Radamisto verfolgt. Zenobia will ihm folgen, wird aber von Tiridate zurückgehalten. Sie bittet ihn, sie ohne weitere Fragen gehen zu lassen.
Mitrane kommt und berichtet, dass Radamisto festgenommen wurde, nachdem er Zopiro getötet hatte. Egle kommt hinzu und bittet um Gnade für Radamisto. Er habe Zenobias Vater nicht getötet, und trotz seines Mordversuchs wünsche diese nicht seinen Tod. In Tiridate regt sich Eifersucht auf Radamisto. Er geht. Da Egle großes Mitgefühl für Radamisto zeigt, vermutet Mitrane, dass sie mehr als nur Mitleid mit ihm hat. Egle ist tatsächlich in Radamisto verliebt, kann es aber aufgrund des Standesunterschieds nicht zugeben.
Das prächtige Zelt Tiridates mit verschiedenen Kabinetten
Mitrane teilt Tiridate mit, dass Radamisto und Zenobia ganz offensichtlich ein Paar sind. Sie habe ihn um sein Leben angefleht, als ihr ein Brief aus dem römischen Lager überbracht wurde. Zenobia kommt und berichtet, dass Zopiro vor seinem Tod gestanden habe, dass ihr Vater auf Befehl Farasmanes ermordet worden war. Man habe bei ihm auch einen Brief Farasmanes gefunden, der das bestätigt. Sie bittet Tiridate nun erneut um das Leben Radamistos und erklärt die Umstände ihrer erzwungenen Ehe. Tiridate verspricht, Radamisto freizugeben und schickt Mitrane los, um ihn zu holen.
Egle kommt hinzu und gibt sich als Zenobias verlorengeglaubte Schwester Arsinoe zu erkennen. Als Beweis zeigt sie ein rotes sternförmiges Mal am linken Arm, der ein familientypisches Merkmal sei. Ihr Pflegevater habe ihr ihre Herkunft bislang verschwiegen und erst jetzt aus Rührung über Zenobias Schicksal offenbart. Mitrane kommt mit Radamisto zurück. Radamisto und Tiridate begrüßen sich freundschaftlich. Tiridate ist einverstanden, ihm Zenobia zu überlassen, und Radamisto bittet sie um Vergebung für seinen Angriff. Zenobia weist Tiridate auf Egles Liebe zu ihm hin und führt somit auch diese beiden zusammen.

## Geschichte
Die Handlung dieses Librettos basiert auf dem zwölften Buch der Annalen des Tacitus. Diese Erzählung war bereits zuvor in anderen Werken verarbeitet worden, so in Zénobie reyne d’Arménie von Jacques de Montauban (1653) und der Tragödie Rhadamiste et Zénobi von Prosper Jolyot Crébillon (1711). Zu den weiteren Inspirationsquellen für Metastasios Libretto gehört die 1641 erschienene „christliche Tragödie“ Polyeucte martyr von Pierre Corneille, die ebenfalls eine verheiratete Frau und deren vorherigen Geliebten behandelt. Außerdem gab es weitere Opernlibretti von Giovanni Moniglia (Radamisto, 1695), Pietro Trecchi (Radamisto, ebenfalls 1695), Antonio Marchi (Radamisto, 1698, vertont von Tomaso Albinoni), Nicolò Giuvo (Radamisto, 1707), Domenico Lalli (L’amor tirannico, 1710, vertont u. a. von Francesco Gasparini und als Radamisto von Georg Friedrich Händel), sowie Ippolito Bentivoglio und Nicolò Minato (Zenobia e Radamisto bzw. Tiridate, 1665 bzw. 1668, beide Fassungen vertont von Giovanni Legrenzi).
Bekannter als die hier beschriebene armenische Zenobia war jedoch Septimia Zenobia, die Königin von Palmyra, die im dritten Jahrhundert lebte. Auch sie wurde im 17. und 18. Jahrhundert zum Thema vieler Dramen und Opernlibretti. Am 10. Januar 1666 gelangte am Teatro San Cassiano in Venedig La Zenobia mit einem Libretto von Matteo Noris und Musik von Giovanni Antonio Boretti zur Uraufführung. Von dieser Zenobia handelt auch die gleichnamige festa teatrale von Giovanni Pasquini, die 1732 in Wien mit Musik von Georg Reutter dem Jüngeren aufgeführt wurde. Metastasio hat diese Aufführung möglicherweise besucht.

## Vertonungen
Folgende Komponisten legten dieses Libretto einer Oper zugrunde:
| Komponist                             | Uraufführung                                 | Aufführungsort | Anmerkungen |  |
| ------------------------------------- | -------------------------------------------- | -------------- | --- |  |
| Giovanni Bononcini                    | 28. August 1737, Favorita                    | Wien           | |  |
| Luca Antonio Predieri                 | 28. August 1740, Favorita                    | Wien           | |  |
| Guglielmo Sbacchi                     | 12. November 1740, Teatro Sant’Angelo        | Venedig        | |  |
| Nicola Antonio Porpora                | 19. Dezember 1740, Teatro San Carlo          | Neapel         | als Tiridate |  |
| Pietro Pellegrini                     | Karneval 1741, Teatro                        | Brescia        | |  |
| Francesco Poncini Zilioli             | Karneval 1741, Teatro Sant’Agostino          | Genua          | |  |
| Gaetano Latilla                       | Karneval 1742, Teatro Regio                  | Turin          | |  |
| Giovanni Verocai (Sinfonia und Arien) | Wintermesse 1742, Hoftheater                 | Braunschweig   | Deutschsprachiges Libretto übersetzt von Georg Caspar Schürmann als Zenobia und Radamistus; Schürmann vertonte vermutlich auch die Rezitative. |  |
| Girolamo Michelli                     | um den 22. Oktober 1746, Teatro San Moisè    | Venedig        | |  |
| Pietro Pulli                          | 1748, Teatro Regio Ducale                    | Mailand        | |  |
| anonym                                | August 1750, Teatro al Campamento            | Prag           | weitere Aufführungen anonymer Vertonungen bzw. (Pasticci) im Januar 1758 im Teatro San Moisè in Venedig; Karneval 1762 im Teatro di Santa Cecilia in Palermo; am 15. August 1766 im Teatro de la Santa Cruz in Barcelona; 1768 im Theater in Kassel |  |
| Davide Perez                          | 15. September 1751, Teatro Regio Ducale      | Mailand        | auch Karneval 1755 im Teatro Rangoni in Modena; Karneval 1757 im Teatro in Lodi; Sommer 1765 im Teatro del Bairo Alto in Lissabon |  |
| Francesco Antonio Uttini              | Karneval 1754, Danske Skueplads              | Kopenhagen     | in zwei Akten; erneute Aufführung 1770 |  |
| Niccolò Piccinni                      | 18. Dezember 1756, Teatro San Carlo          | Neapel         | weitere Aufführungen am 26. Dezember 1767 und am 17. Juni 1769 |  |
| Gioacchino Cocchi                     | 10. Januar 1758, King’s Theatre am Haymarket | London         | |  |
| Giovanni Battista Zingoni             | Herbst 1760, Gran Teatro                     | Amsterdam      | |  |
| Nicola Sala                           | 27. Dezember 1760, Teatro San Carlo          | Neapel         | |  |
| Johann Adolph Hasse                   | Karneval 1761, Burgtheater                   | Wien           | auch am 7. Oktober 1761 im Königlich-Polnischen Opernhaus in Warschau |  |
| Giovanni Battista Pescetti            | Juni 1761, Teatro Nuovo                      | Padua          | |  |
| Tommaso Traetta                       | Herbst 1761, Teatro                          | Lucca          | auch am 7. Januar 1762 im Teatro Argentina in Rom |  |
| Domenico Fischietti                   | 1762                                         | Prag           | Zuschreibung zweifelhaft |  |
| Joseph Frieberth                      | zwischen 1764 und 1774                       | Passau         | |  |
| Johann Gottfried Schwanberger         | Wintermesse 1766, Hoftheater                 | Braunschweig   | |  |
| Antonio Tozzi                         | Karneval 1773, Hoftheater                    | München        | |  |
| Giuseppe Calegari                     | Karneval 1779, Teatro Ducale                 | Modena         | |  |
| Francesco Sirotti                     | Karneval 1783, Teatro Rangoni                | Modena         | |  |
| Francesco Bianchi                     | Frühling 1797                                | London         | |  |
| Richard Edgcumbe                      | 22. Mai 1800, King’s Theatre am Haymarket    | London         | als Zenobia of Armenia |  |

## Diskographie
- Johann Adolph Hasse:
  - 2006: CD mit Highlights: Musicae Antiquae, Collegium Varsoviense, Leitung: Władysław Kłosiewicz. Olga Pasitschnyk (Zenobia), Bernard Pyrzyk (Tiridate), Marta Boberska (Radamisto), Dorota Lachowicz (Egle), Leszek Swidzinski (Zopiro), Jacek Laszczkowski (Mitrane).[49]

## Digitalisate
1. ↑  Johann Anton Koch: Des Herrn Abt Peter Metastasio Kayserl. Königl. Hofpoetens Dramatische Gedichte, aus dem Italiänischen übersetzt. Fünfter Band. Krauß, Frankfurt und Leipzig 1773 als Digitalisat beim Münchener Digitalisierungszentrum.
2. 1 2 3  Libretto (deutsch) der Oper von Giovanni Verocai, Braunschweig 1742 als Digitalisat bei der Wolfenbütteler Digitalen Bibliothek.
3. ↑  Libretto (italienisch)  der Oper von Luca Antonio Predieri, Wien 1740. Digitalisat im Corago-Informationssystem der Universität Bologna.
4. ↑  Libretto (italienisch) der Oper von Gaetano Latilla, Turin 1742 als Digitalisat im Museo internazionale e biblioteca della musica di Bologna.
5. ↑  Libretto (italienisch/deutsch)  der Oper von anonym, Prag 1750. Digitalisat im Corago-Informationssystem der Universität Bologna.
6. ↑  Libretto (italienisch/spanisch) der anonymen Oper, Barcelona 1766 als Digitalisat bei Google Books.
7. ↑  Libretto (italienisch) der Oper von Davide Perez, Mailand 1751 als Digitalisat im Museo internazionale e biblioteca della musica di Bologna.
8. ↑  Libretto (italienisch) der Oper von Niccolò Piccinni, Neapel 1756 als Digitalisat im Museo internazionale e biblioteca della musica di Bologna.
9. ↑  Libretto (italienisch) der Oper von Nicola Sala, Neapel 1760 als Digitalisat im Museo internazionale e biblioteca della musica di Bologna.
10. ↑  Partitur der Oper von Johann Adolph Hasse, 1761 als Digitalisat beim International Music Score Library Project.
11. ↑  Libretto (italienisch)  der Oper von Giovanni Battista Pescetti, Padua 1761. Digitalisat im Corago-Informationssystem der Universität Bologna.
12. ↑  Libretto (italienisch) der Oper von Tommaso Traetta, Lucca 1761 als Digitalisat im Museo internazionale e biblioteca della musica di Bologna.
13. ↑  Libretto (italienisch/deutsch) der Oper von Antonio Tozzi, München 1773 als Digitalisat beim Münchener Digitalisierungszentrum.
14. ↑  Libretto (italienisch) der Oper von Giuseppe Calegari, Modena 1779 als Digitalisat im Museo internazionale e biblioteca della musica di Bologna.